# Piràmide esglaonada

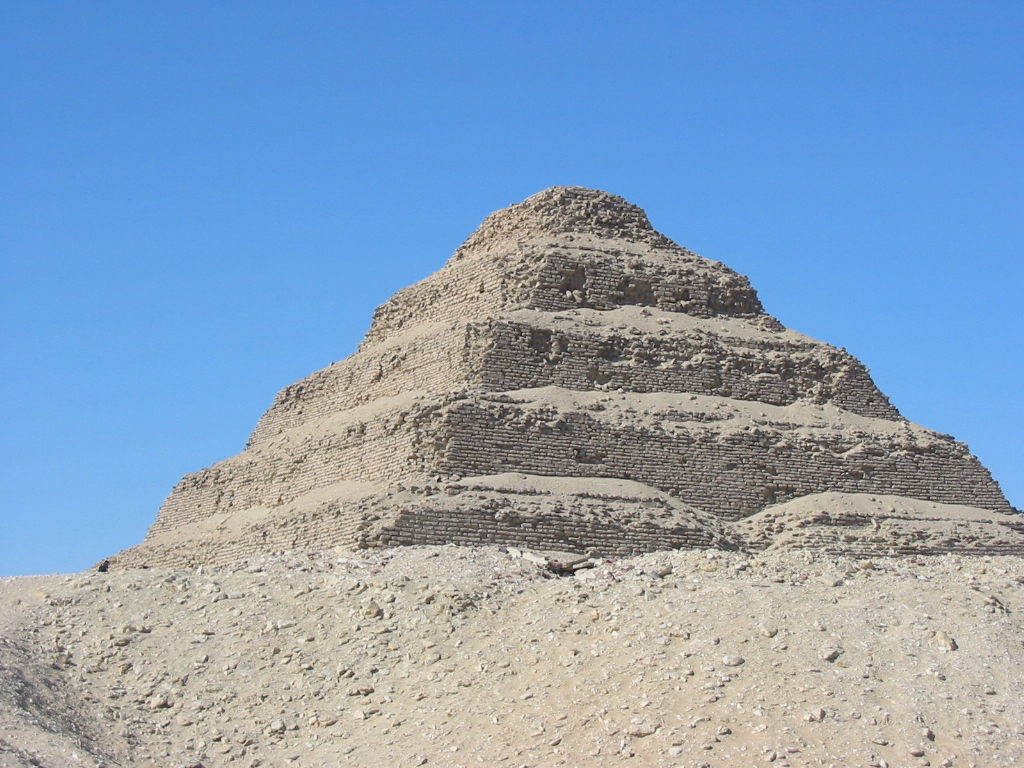
Piràmide de Djoser

La piràmide esglaonada és un model de piràmide que utilitza una tècnica constructiva que s'aprofita dels esglaons per elevar el següent nivell. Les piràmides més comunes no són esglaonades, però sí que ho foren les primeres que es van construir.
El model esglaonat sorgeix a la tercera dinastia de l'antic Egipte i mentre la primera tenia dos esglaons la darrera en tenia cinc. La capella funerària està per sota el nivell del sòl. La piràmide esglaonada més coneguda és a Saqqara i la va fer construir el faraó Djoser.

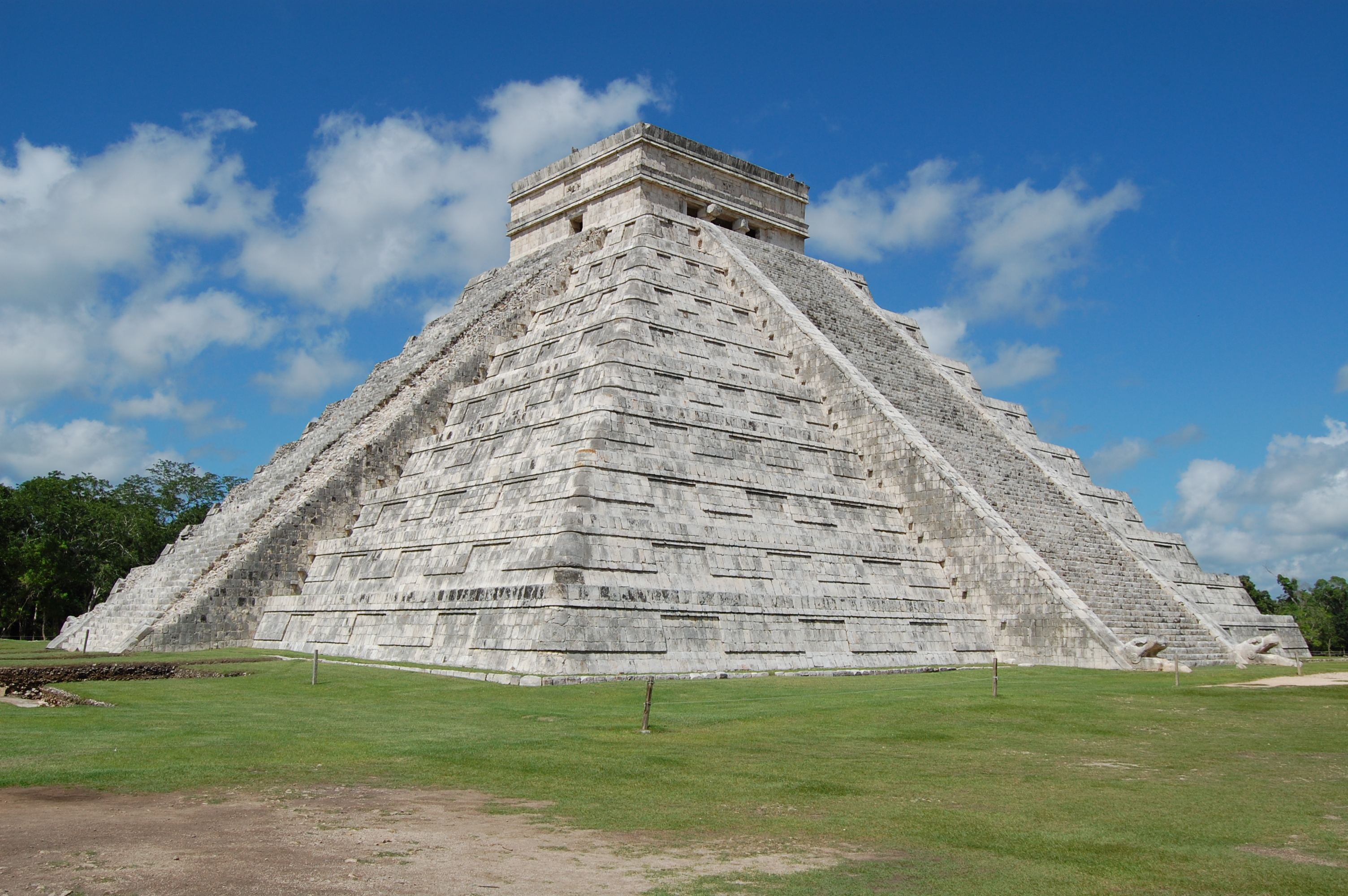
"El Castillo". Chichén Itzá

A partir de la quarta Dinastia el sistema de construcció de piràmides es millora i l'esglaonada es deixa de fer en favor de la piràmide normal, que no fou més que la culminació tècnica de l'anterior.
Una piràmide esglaonada més antiga s'esmenta a Ur (Mesopotàmia)
Es troben també piràmides esglaonades a Amèrica Central i Amèrica del Sud, i la més coneguda és la de "El Castillo" a Chichén Itzá (Guatemala). A l'Estat espanyol es troben les Piràmides de Güímar, a les illes Canàries.